# Jamaica vid världsmästerskapen i friidrott 2013
Jamaica deltog vid världsmästerskapen i friidrott 2013 i Moskva, Ryssland, som ägde rum 10–18 augusti 2013.
Usain Bolt tog guld på 100 m och 200 m. På korta stafetten 4×100 meter med Bolt som slutman vann Jamaica före USA och Kanada. 
Shelly-Ann Fraser-Pryce tog guld på 100 m och 200 m. Hon var även med i Jamaicas stafettlag som tog guld på 4×100 meter.
Stephenie Ann McPherson fick 2017 i efterhand en bronsmedalj på 400 m efter att ryskan Antonina Krivosjapkas resultat från 2012 och 2013 diskvalificerats på grund av dopning.